# Josip Stanišić
Josip Stanišić (chorvatská výslovnost: [jǒsip stǎniʃitɕ]) (* 2. dubna 2000, Mnichov) je chorvatský profesionální fotbalista, který hraje jako obránce za FC Bayern Mnichov, ze kterého je na hostování v Bayeru Leverkusen. Narodil se v Německu, hraje za národní tým Chorvatska. Přestože je primárně pravý obránce, může hrát na jakémkoli postu v obraně. V roce 2022 pomohl Chorvatsku k zisku bronzové medaile na Mistrovství světa ve fotbale 2022.

## Přestupy
- Z Bayernu Mnichov na hostování do Bayeru Leverkusen (2023-2024)